# 戈特洛布·贝格尔
戈特洛布·克里斯蒂安·贝格尔（1896年7月16日—1975年1月5日），德国纳粹党高级官员，親衛隊上级集团领袖及武装党卫队上将（相当于陆军上将），二战期间担任党卫队行政部部长，负责为党卫队招募新兵。战后被判为战犯，在监狱里服刑六年半。

## 生平
贝格尔于一战期间在德意志帝国陆军中服役，因四次受伤获一级铁十字勋章。一战后，贝格尔成为老家北符腾堡民兵组织“居民卫队”（德語：Einwohnerwehr）领袖。1922年，加入了纳粹党，但不久对右翼政治失去兴趣后，退出了纳粹党，随后受培训成为了一名体育老师。
1920年代末，贝格尔再次入党，1931年加入纳粹准军事组织冲锋队。然而，由于和其他冲锋队领导人发生冲突，贝格尔于1936年加入了一般親衛隊，最初负责给地区党卫队教授体育。不久受调为党卫队全国领袖海因里希·希姆莱工作，担任体育办公室的主任。1938年，担任党卫队行政部征募办公室主任，次年接任行政部部长。贝格尔可被视为武装親衛隊之父。这是因为他不仅实施了有利于武装党卫队绕过国防军对征兵的控制的征募方案及政策，还扩大了武装党卫队的征募人选——首先，他允许了斯堪的纳维亚和西欧的“日耳曼人”志愿者加入武装党卫队；其次，他又把武装党卫队开放给德国境外的全体德意志裔人；最后，就算是与希姆莱的“种族纯洁”思想不符的人，也可以加入武装党卫队。他一向主张加强对武装党卫队的思想训练，但并不认为党卫队的思想可以取代宗教。他还为他的朋友奥斯卡·迪勒万格担保，让迪勒万格指挥一支由罪犯组成的部队——党卫队迪勒万格特别部队，后来，这支部队犯下了许多战争罪行。贝格尔经常与国防军高级军官（甚至是武装党卫队高级军官）就他的征募方法一事产生争执，但他成功的抓住了机会，使得武装党卫队在战争结束时，扩充到了38个师。
战争后期，贝格尔除了继续担任党卫队行政部部长，还担任了其他几个职位。1942年中期起，他成为了东部占领区政府部的要员，这就使党卫队可以指挥东部的大部分经济活动。担任这项职务时，他提出了一项绑架并奴役50,000名东欧儿童的计划，代号为干草行动。该计划在后来得到了执行。1944年8月，斯洛伐克民族起义爆发，贝格尔因此被任命为斯洛伐克的军事指挥官，负责镇压起义，不过最初他并没能成功镇压起义。一个月后，他被任命为人民冲锋队的参谋长和战俘营的总管。在战争的最后几个月中，他前往巴伐利亚阿尔卑斯山脉指挥军队，而在这支军队中，包括了他征募的几支武装党卫队师团的残余。他最终在贝希特斯加登附近向美军投降，然后当即被俘虏。接着，他在美国纽伦堡军事审判中的部长审判里接受审判，并被定为战争罪，判处有期徒刑25年。很快，他的刑期被减少到了10年，而最后他实际上只服刑6年半。出狱后，他主张为武装党卫队平反，又找了一份制造业的工作。他于1975年在家乡逝世。
人们把贝格尔描述为一个狂暴、愤世嫉俗的人和“希姆莱最有能力、最值得信赖的一位战时副手”。同时，贝格尔不但是个对反犹太主义充满热忱的人，而且是个训练有素又不择手段的官僚操纵者。贝格尔有着极强的组织和征募的能力，正因如此，他在整个战时一直担任着党卫队行政部的部长。